# گویش‌های عربی هلالی
گویش‌های عربی هلالی زنجیره‌ای از گویش‌های عربی هستند که در مغرب عربی تکلم می‌شوند. این گویش‌ها در اصل زبان مردم قبیلهٔ بنی هلال بودند که در قرن یازدهم شمال آفریقا را تصرف کردند و در کنار گویش‌های پیشاهلالی خانواده بزرگ‌تر عربی مغربی را شکل می‌دهند.

## پراکندگی
گویش‌های هلالی در شمال آفریقا از دشت‌های غربی مراکش و بیابان موریتانی تا غرب مصر تکلم می‌شوند و لیبی، دشت بالایی و ساحل الجزایر و همچنین تونس را در بر می‌گیرند.
با این حال، جزیره‌هایی از گویش‌های پیشاهلالی از جمله شهرهایی با زبان شهری کهن (همچون فینه، رباط، تلمسان، قسنطینه و تونس) و چهار گویش اصلی روستایی یکجانشین و همچنین مناطق بربر زبان متعدد در این مناطق یافت می‌شوند.

## گویش‌ها
عربی هلالی چهار گویش اصلی دارد:
- گویش‌های سلیمی: در لیبی و جنوب تونس
- هلالی شرقی: در مرکز تونس و شرق الجزایر
- هلالی مرکزی: در مرکز و جنوب الجزایر
- معقلی: در غرب الجزایر و مراکش

عربی حسانی که در موریتانی، صحرای غربی، جنوب مراکش و بخش‌هایی از شمال مالی رایج است نیز جزئی از گویش معقلی است.
گویش‌های هلالی به شدت گویش‌های شهری کهن طرابلس و مراکش را تحت تأثیر قرار داده‌اند. آن‌ها همچنین نمایانگر بخش عمده‌ای از لهجه‌های معیار شهری در شهرهایی همچون کازابلانکا، وهران و الجزیره هستند.